# 黑鰭蝴蝶魚
黑鰭蝴蝶魚，又稱阿拉伯蝴蝶魚，為輻鰭魚綱鱸形目蝴蝶魚科的其中一種。

## 分布
本魚分布於西印度洋區，包括紅海、阿曼灣、波斯灣、葉門等海域。

## 特徵
本魚體卵圓形，體側具13條以上斜向上方的暗色紋，尾鰭、背鰭、臀鰭為黑色，其邊緣為白色，吻短為黑色，體型小，體長可達15公分。背鰭硬棘13枚、軟條19至21枚；臀鰭硬棘3枚、軟條18至19枚。

## 生態
本魚棲息在水淺的珊瑚礁區，偶爾成群游動，肉食性，以珊瑚蟲為主食。

## 經濟利用
為觀賞性魚類，容易飼養，不供食用。